# Madki, Aland
Madki là một làng thuộc tehsil Aland, huyện Gulbarga, bang Karnataka, Ấn Độ.